# Open Angers Arena Loire 2021 - Doppio
È stata la prima edizione del torneo.
In finale Tereza Mihalíková e Greet Minnen hanno sconfitto in finale Monica Niculescu e Vera Zvonarëva con il punteggio di 4-6, 6-1, [10-8].

## Teste di serie
1. Monica Niculescu /  Vera Zvonarëva (finale)

1. Anna Blinkova /  Nina Stojanović (quarti di finale)

## Tabellone

### Legenda
| - Q = Qualificato - WC = Wild card - LL = Lucky loser | - ALT = Alternate - SE = Special Exempt - PR = Protected Ranking | - w/o = Walkover - r = Ritirato - d = Squalificato |

|  | Quarti di finale       | Quarti di finale        | Quarti di finale       | Quarti di finale | Quarti di finale |  |  | Semifinali             | Semifinali              | Semifinali              | Semifinali                     | Semifinali |   |      | Finale | Finale                          | Finale | Finale | Finale |  |
|  |                        |                         |                        |                  |                  |  |  |                        |                         |                         |                                |            |   |      |        |                                 |        |        |        |  |
|  | 1                      | M Niculescu V Zvonarëva | 6                      | 3                | [10]             |  |  |                        |                         |                         |                                |            |   |      |        |                                 |        |        |        |  |
|  |                        | K Piter A Raina         | 4                      | 6                | [4]              |  |  | 1                      | M Niculescu V Zvonarëva | M Niculescu V Zvonarëva | 6                              | 7          |   |      |        |                                 |        |        |        |  |
|  | E Lechemia J Lohoff    | E Lechemia J Lohoff     | 6                      | 3                | [6]              |  |  |                        | U Eikeri K Zimmermann   | U Eikeri K Zimmermann   | 3                              | 5          |   |      |        |                                 |        |        |        |  |
|  | U Eikeri K Zimmermann  | U Eikeri K Zimmermann   | 3                      | 6                | [10]             |  |  |                        |                         |                         |                                |            |   |      | 1      | Monica Niculescu Vera Zvonarëva | 6      | 1      | [8]    |  |
|  | O Kalašnikova A Panova | O Kalašnikova A Panova  | O Kalašnikova A Panova | 7                | 6                |  |  |                        |                         |                         | Tereza Mihalíková Greet Minnen | 4          | 6 | [10] |        |                                 |        |        |        |  |
|  | E Cascino J Ponchet    | E Cascino J Ponchet     | E Cascino J Ponchet    | 65               | 2                |  |  | O Kalašnikova A Panova | O Kalašnikova A Panova  | 4                       | 6                              | [4]        |   |      |        |                                 |        |        |        |  |
|  |                        | T Mihalíková G Minnen   | 2                      | 7                | [10]             |  |  | T Mihalíková G Minnen  | T Mihalíková G Minnen   | 6                       | 4                              | [10]       |   |      |        |                                 |        |        |        |  |
|  | 2                      | A Blinkova N Stojanović | 6                      | 5                | [8]              |  |  |                        |                         |                         |                                |            |   |      |        |                                 |        |        |        |  |